# Litochila carbonaria
Litochila carbonaria là một loài tò vò trong họ Ichneumonidae.